# Номерні знаки штату Вашингтон

Регулярний номерний знак до 2010р.

Номерний знак вантажного транспорту

Номерний знак мотоциклу

Номерні знаки штату Вашингтон видаються Департаментом транспорту (DOT). Штат Вашингтон вимагає розміщення двох номерних знаків на автомобілі.
Регулярні номерні знаки штату Вашингтон мають формат АБВ1234. Кодування відсутнє. Чинні бланки номерних знаків мають фонове зображення гори Маунт-Рейнір, в нижньому рядку номерного знаку розташовано гасло штату: ВІЧНОЗЕЛЕНИЙ ШТАТ (EVERGREEN STATE). На задній табличці розташовуються наліпки про сплату щорічних мит. Індивідуальні комбінації літер і цифр можливо використовувати на стандартному бланку номерного знаку.

## Інші формати регулярних номерних знаків
- До 2010 року формат регулярних номерних знаків мав вигляд 123-АБВ;
- Номерні знаки для мотоциклів мають формат 1А2345 та розміри 4х7 дюймів;
- Номерні знаки для вантажного транспорту мають формат С12345А.
- Номерні знаки для причепів мають формат 1234-АБ;
- Номерні знаки для вантажних комерційних перевезень за межі штату (APPORTIONED) мають формат 12345RP

## Номерні знаки «особливого інтересу»
Номерні знаки «особливого інтересу» мають власні бланки та вертикально розташовані префікси, що розшифровують тип знаку.